# MultiCam

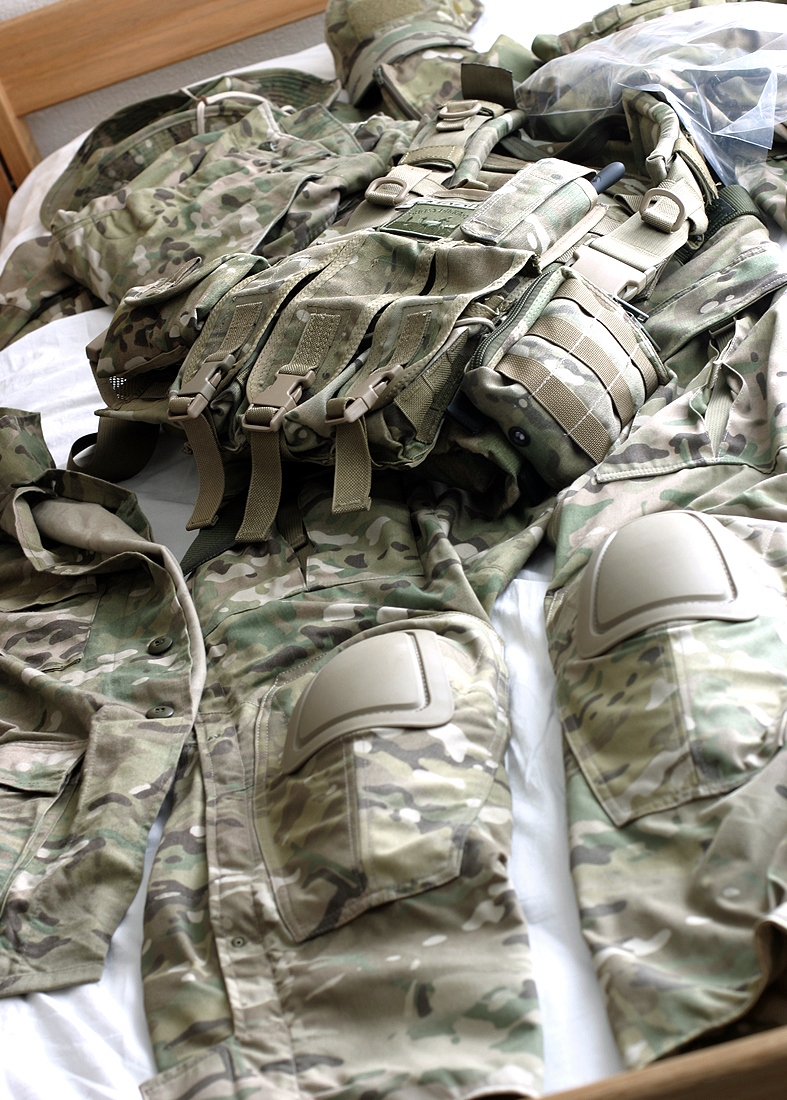
Équipements avec le camouflage MultiCam.

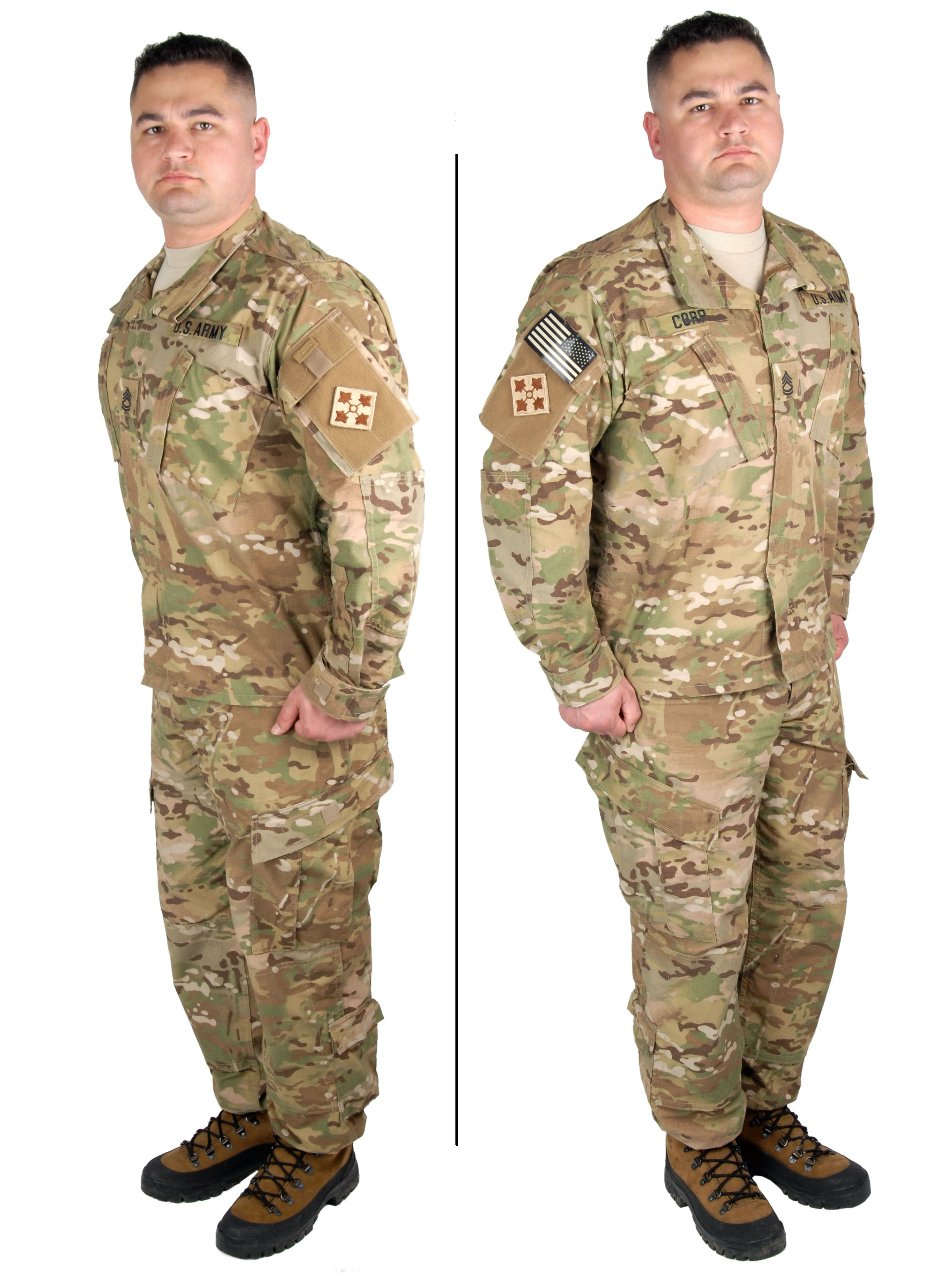
Uniforme MultiCam utilisé en Afghanistan.

Le MultiCam est un camouflage multi-environnement presque universel. Il s'adapte à quasiment tous les types de terrain et toutes les saisons. Développé par l'association de Crye Associates et de l'US Army Soldier Systems Center (US NATICK), il équipe de nombreuses forces armées à travers le monde, sous différentes variantes.

## Historique
L'idée de départ lors de la création du tissu MultiCam est de créer un camouflage unique capable de dissimuler correctement son utilisateur dans des environnements différents, des saisons et des conditions de lumières différentes, afin de ne plus avoir de camouflage spécifique pour la forêt, le désert, l'automne, le printemps et d'avoir un rendu aussi efficace en pleine lumière qu'à l'aube ou au crépuscule. D'après les tests et comparaisons effectués avec le camouflage Woodland, le MultiCam serait plus efficace.
Utilisé par certaines forces spéciales de l'United States Special Operations Command, il est également très prisé par les mercenaires de société privées, ainsi que des nageurs de combat du service action de la DGSE. Il reprend et fusionne l'idée du camouflage brisé et du camouflage à pois.
À la suite des nombreuses plaintes de soldats de l’US Army concernant les mauvaises performances du camouflage en dotation depuis 2005, le Universal Camouflage Pattern, le Congrès des États-Unis valide une procédure de remplacement en urgence pour environ 40 000 soldats déployés sur le théâtre afghan. Dans ce cadre, le MultiCam est fortement envisagé en remplacement de l’UCP.

En février 2010, on annonce qu'il sera adopté par la totalité des forces de l'US Army dans ce pays.

Logo vectorisé de Crye Associates, créateur du MultiCam
Logo commercial vectorisé du MultiCam
Logo vectorisé de Crye Precision, fabricant d’habillement avec le camouflage MultiCam

## Fonctionnement

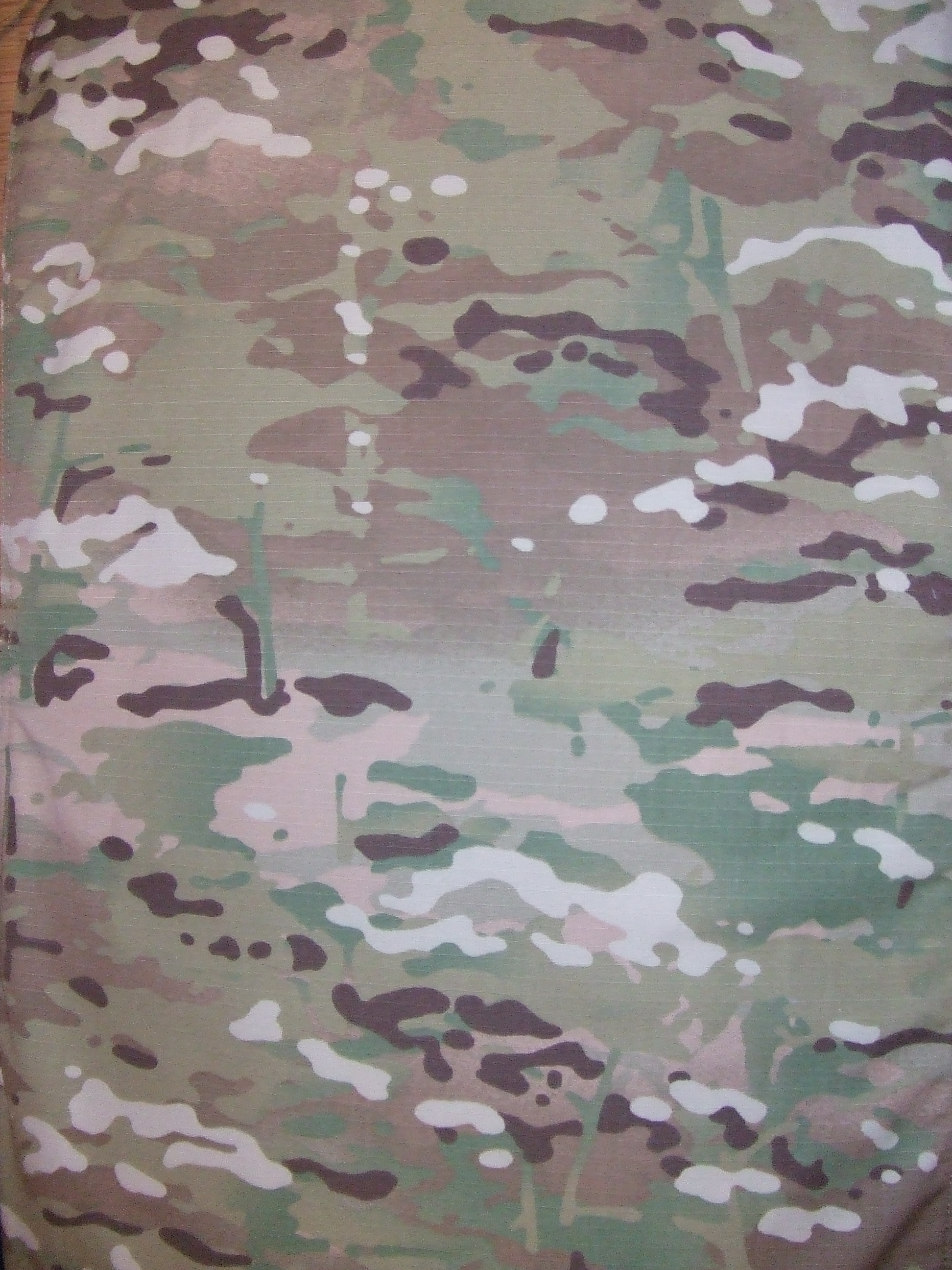
Motif MultiCam

Le dessin du camouflage est suffisamment subtil pour réfléchir la couleur principale de son environnement : plutôt vert en forêt et plutôt beige en zone désertique. MultiCam tire son efficacité de la façon dont le cerveau et l'œil humain perçoivent les formes et les couleurs. Son dessin unique et ses couleurs fondues rendent le camouflage de plus en plus difficile à distinguer au fur et à mesure que la distance augmente tout en le faisant se fondre dans le paysage environnant. Le système œil/cerveau assimile le camouflage MultiCam à son environnement, ce qui le fait apparaitre plutôt beige, marron ou plutôt verdâtre selon la végétation (ou son absence) autour de lui. Le MultiCam est pour l'instant[Quand ?] le camouflage retenu pour le FCS (Futur Combat System) qui est l'équivalent américain du projet Félin français.